# Xã Quincy, Quận Franklin, Pennsylvania
Xã Quincy (tiếng Anh: Quincy Township) là một xã thuộc quận Franklin, tiểu bang Pennsylvania, Hoa Kỳ. Năm 2010, dân số của xã này là 5.541 người.